# Michiganská univerzita
Michiganská univerzita (anglicky University of Michigan, zkráceně U-M, UM, UMich, U of M nebo i jen Michigan) je veřejná výzkumná univerzita ve městě Ann Arbor ve státě Michigan ve Spojených státech. Byla založena v Detroitu roku 1817 pod názvem Catholepistemiad, or University of Michigania, do Ann Arboru se přestěhovala roku 1837. Dnes má dva kampusy v Ann Arbor (Central Campus a North Campus) a dva pobočné ve městech Flint a Dearborn. Patří k předním výzkumným univerzitám v USA a studuje na ní přes 43 tisíc osob (k roku 2014).